# Conophyma alajense
Conophyma alajense är en insektsart som beskrevs av Leo L. Mishchenko 1951. Conophyma alajense ingår i släktet Conophyma och familjen Dericorythidae.

## Underarter
Arten delas in i följande underarter:
- C. a. haidarkenicum
- C. a. alajense